# Modi'in Illit
Modi'in Illit (en hebreo: מוֹדִיעִין עִלִּית, lit. "Modi'in Alto"; en árabe موديعين عيليت) es un asentamiento haredi y ciudad israelí (desde 2008), situado en la Gobernación de Ramala y Al Bireh (Palestina), a mitad de camino entre Tel Aviv y Jerusalén. Según el sistema administrativo israelí en los territorios ocupados, se encuentra en el Área de Judea y Samaria. Como su nombre indica, constituye un suburbio de la municipalidad de Modi'in-Maccabim-Re'ut, situada a 6 km al suroeste, en las colinas que discurren a lo largo de la Línea Verde. También suele ser denominado Kiryat Sefer (lit. "Ciudad del Libro"), el nombre de su primer barrio, establecido en 1994 sobre tierras confiscadas a cinco aldeas palestinas.
Según la Oficina Central de Estadísticas de Israel, en diciembre de 2008 contaba con una población total de 41.900 habitantes (predominantemente jaredíes), siendo la mayor comunidad judía y la de mayor tasa de crecimiento demográfico de Cisjordania.
La comunidad internacional considera que los asentamientos israelíes en Cisjordania son ilegales según la Cuarta Convención de Ginebra, de la que Israel es miembro y cuyo artículo 49 especifica que «la Potencia ocupante no podrá efectuar la evacuación o el traslado de una parte de la propia población civil al territorio por ella ocupado». El gobierno israelí no está de acuerdo con esta posición.

## Historia
Kiryat Sefer se menciona en el Libro de los Jueces, destruido por los Romanos en el siglo I, reconstruido y destruido nuevamente en el siglo II durante la Rebelión de Bar Kojba. Los restos de la aldea fueron el foco de una excavación arqueológica durante la década del '90, que se conservan en la zona de la ciudad moderna. Las actuales viviendas se completaron en 1994, y al concejo local de Modi'in Illit se le dio el estatus de ciudad el 7 de marzo de 2008.
De acuerdo con ARIJ, el asentamiento fue construido sobre tierras confiscadas a varias aldeas palestinas:
- 1818 dunams de Deir Qaddis[8]
- 891 dunams de Bil'in[9]
- 833 dunams de Kharbatha Bani Harith[10]
- 384 dunams de Ni'lin.[11]

La construcción de la barrera israelí de separación permitió la expansión de Modi'in Illit hacia la localidad palestina vecina de Bil'in, a la que partió en dos y separó de 60% de sus tierras de cultivo que las autoridades israelíes destinaron a la construcción de nuevos barrios. Las protestas de los habitantes de este pueblo palestino son el tema del documental 5 cámaras rotas.

## Geografía y clima

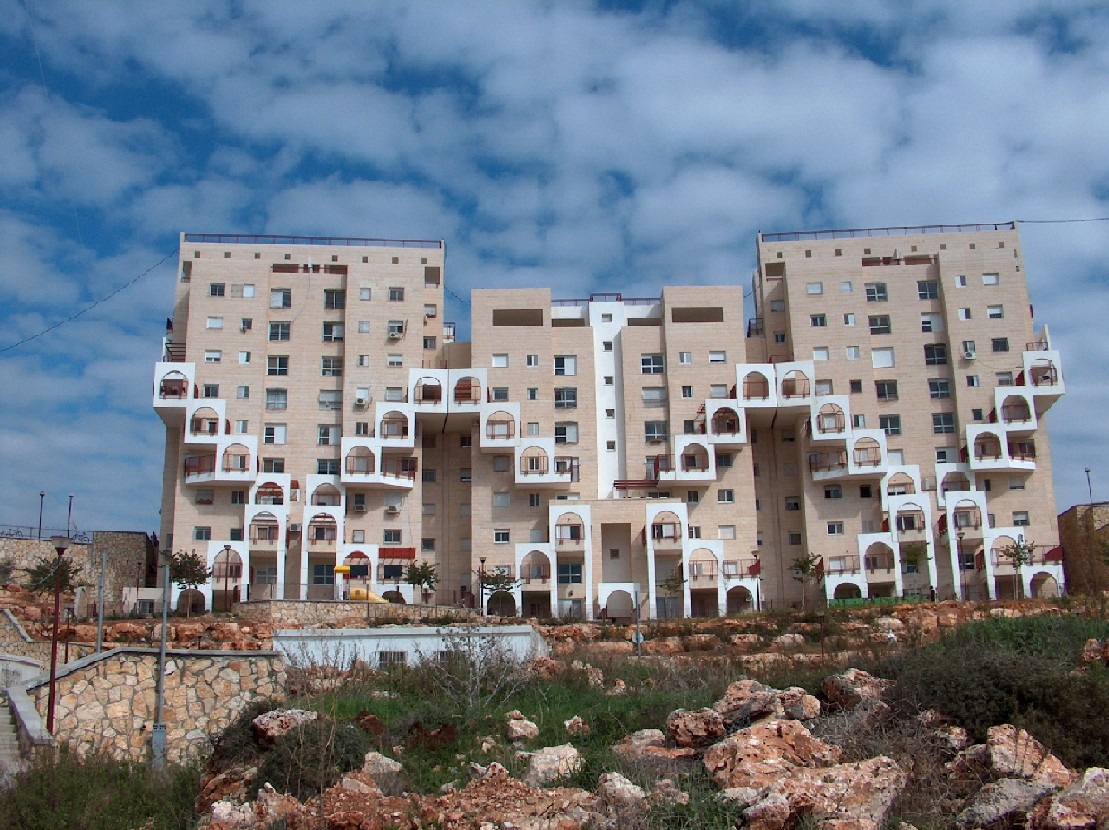
Construcciones residenciales.

Situado al norte de Modi'in, Modi'in Illit se encuentra a en las estribaciones de la Montañas de Judea a 286 metros sobre el nivel del mar. Modi'in Illit tiene inviernos suaves y veranos calurosos y secos con temperaturas promedio de 32 °C durante el día. Los poblados vecinos inmediatos de Modi'in Illit son el moshav Matityahu y Hashmonaim.
Kiryat Sefer, el barrio más extenso, se constituyó en 1994. En consonancia con su nombre, "Poblado del Libro", cada una de las calles de Kiryat Sefer es el nombre de un punto destacado de "Sefer" (Libro) escrito por Gedolei Yisrael. Estos incluyen: Chofetz Jaim, Noda BiYehuda, Mesec Chochma, Avnei Nezer y SDEI Chemed. El segundo barrio más grande es Achuzat Brachfeld.

## Demografía
De acuerdo con la Oficina Central de Estadísticas de Israel (CBS) de Israel, en 2008, la ciudad tenía una población total de cerca de 42.000, convirtiéndose en la mayor ciudad israelí en Cisjordania. La ciudad tenía una tasa de crecimiento anual del 10 por ciento en 2008, debido a la construcción de viviendas nuevas y al crecimiento natural de la población. En 2022 contaba 81.216 habitantes.
Se estima que el 80 por ciento de la población es menor de 30 años de edad. Hay muchos inmigrantes, sobre todo de Inglaterra, Francia, Suiza y los Estados Unidos. Toda la población de Modi'in Illit son judíos observantes. La mayoría de los residentes son judíos asquenazíes, pero también hay sefardíes y judíos jasídicos.
| Edad                                              | 0 - 4 | 5 - 9 | 10 - 14 | 15 - 19 | 20 - 29 | 30 - 44 | 45 - 59 | 60 - 64 | 65 - 74 | 75+ |
| ------------------------------------------------- | ----- | ----- | ------- | ------- | ------- | ------- | ------- | ------- | ------- | --- |
| Porcentaje                                        | 28.8  | 19.4  | 8.6     | 4.8     | 19.4    | 14      | 3.3     | 0.6     | 0.7     | 0.4 |
| Fuente: Oficina Central de Estadísticas de Israel |       |       |         |         |         |         |         |         |         |     |